# 文殊院站
文殊院站位于中國四川省成都市青羊区草市街街道人民北路、新华大道江汉路、新华大道文武路交叉口地下，是成都地铁1号线的地下岛式车站，因临近文殊院而得名，于2010年9月27日启用。在建设过程中的工程名为“文武路站”。

## 车站结构
本站为地下两层10米岛式站台车站，站台南端设有一条存车线，车站总长446.7米。从站厅去往B、C、E、G、H出口的长通道入口处设有卫生间。

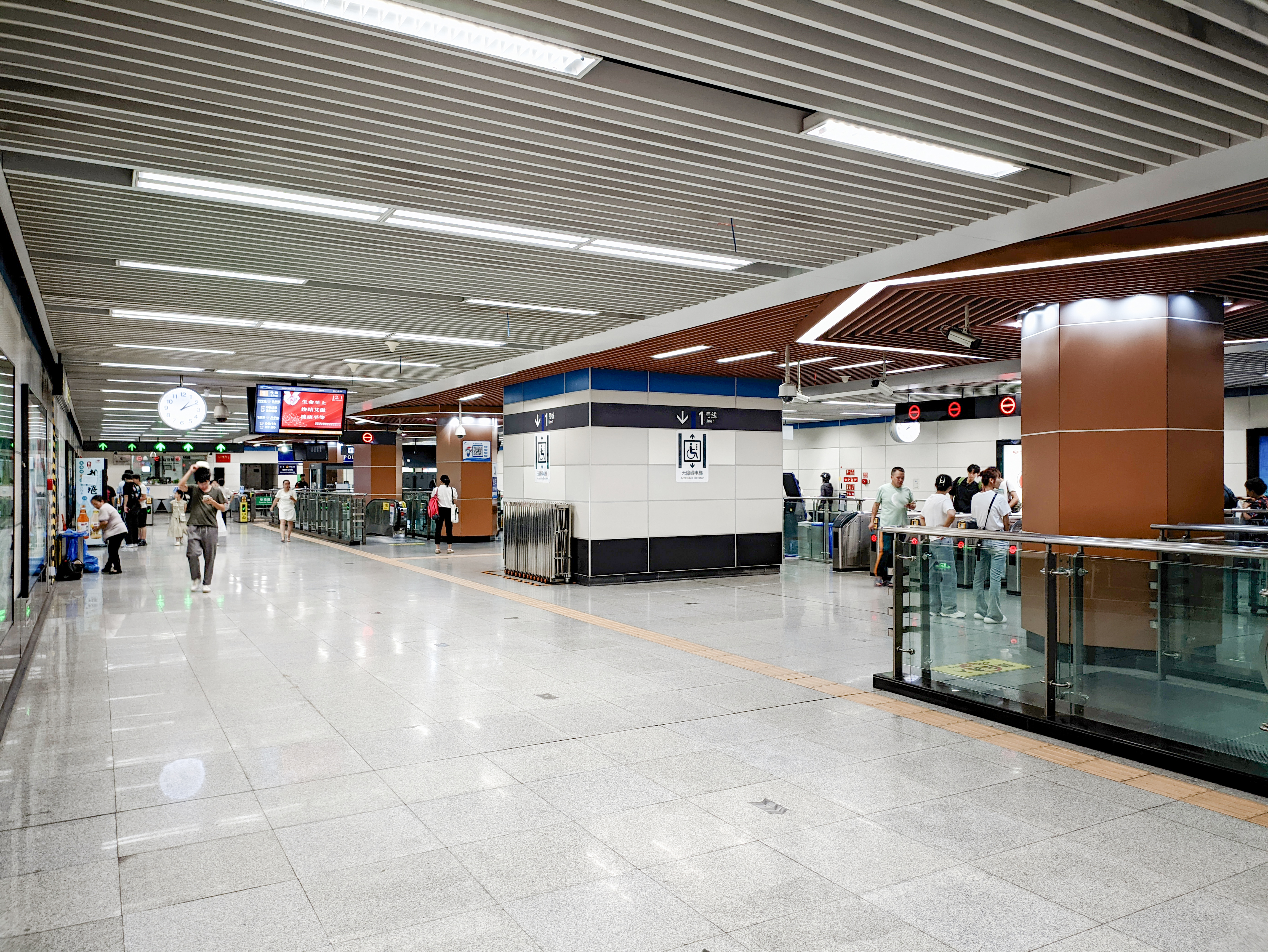
站厅层
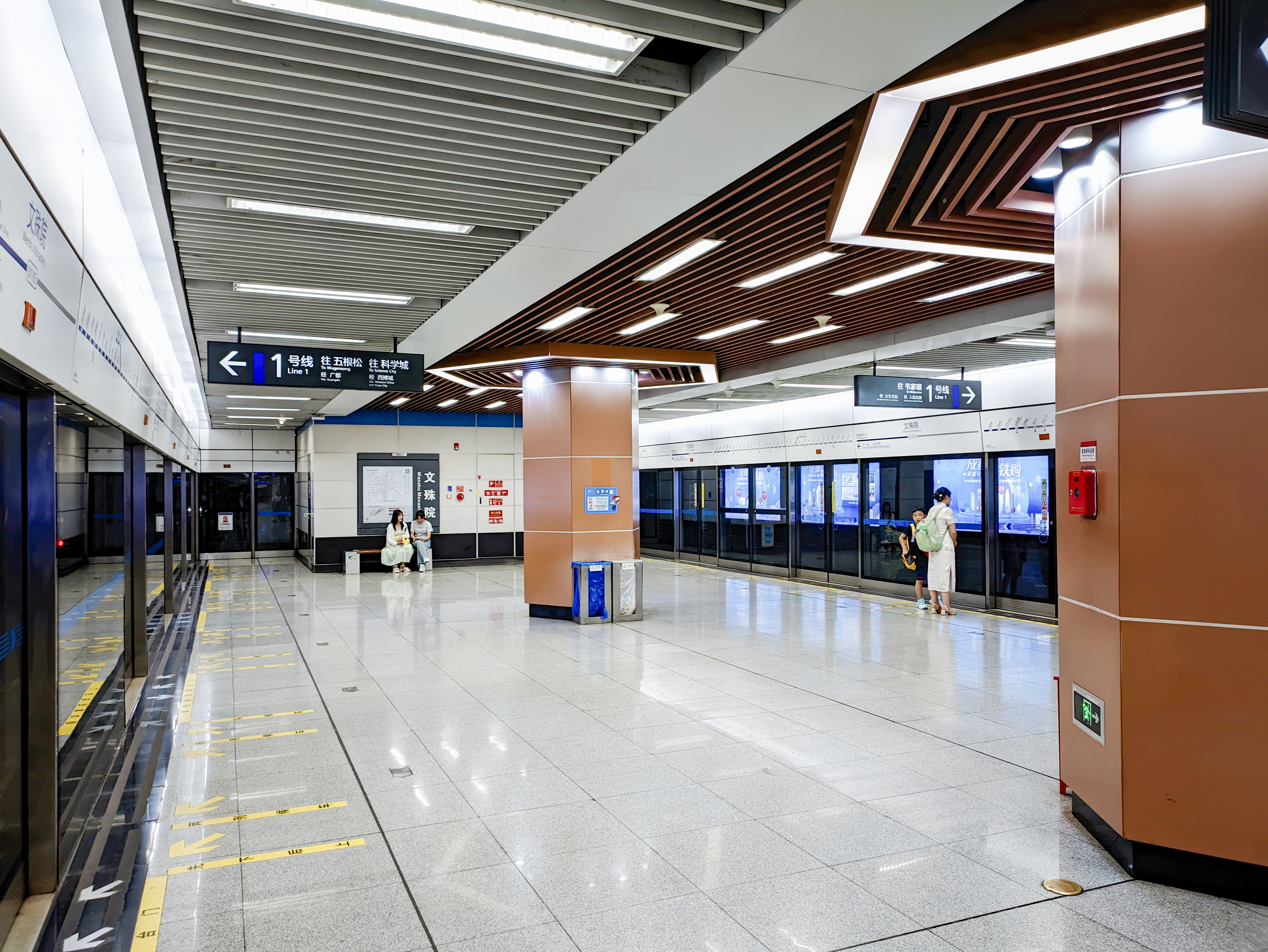
站台层

| 地面              | 0    | 出口B·C·E·G·H·K                                                                                                 |
| 地下一层          | 站厅 | 自助购票 客服中心 无障碍卫生间                                                                                  |
| 地下二层          | 站台 | \| \| \| 1号线往韦家碾（人民北路） \| \| 島式 · 開左邊车门 \| \| \| \| \| \| 1号线往科学城或五根松（骡马市） \| |
|                   |      | 1号线往韦家碾（人民北路）                                                                                       |
| 島式 · 開左邊车门 |      | |
|                   |      | 1号线往科学城或五根松（骡马市）                                                                                 |

- 站厅层
- 站台层

## 出入口
文殊院站目前开放6个出入口，B、H、K出入口在本站启用时开放，C、E、G出入口于2011年8月11日开放。
|          |            |                                                  |      |
| 编号     | 设施       | 指示                                             | 照片 |
|          |            | 人民中路三段、江汉路、洛阳路                     |      |
| 出口 · C |            | 人民中路二段、江汉路、铁箍井街                   |      |
| 出口 · E |            | 人民中路二段、正府街                             |      |
| 出口 · G |            | 人民中路二段、文武路                             |      |
| 出口 · H |            | 人民中路三段、文武路                             |      |
| 出口 · K | 轮椅升降台 | 人民中路三段、白家塘街、文殊院街、文殊院、文殊坊 |      |

## 公交换乘
3路; 5路; 7路; 16路; 37路; 55路; 101路; 298路; 341路; 机场专线2号线等

## 历史
- 2008年6月12日，主体结构封顶[5]。
- 2010年9月27日，正式启用[1]。